# Gömb

A gömb perspektivikus négyszöghálója

A gömb egy geometriai alakzat, mely jelenthet egy felületet (pontosabb megnevezése gömbhéj, esetleg üres gömb) és egy (tömör) testet egyaránt. A (héj)felület esetén egy adott ponttól a térben egyenlő távolságra lévő pontok, míg test esetén a legfeljebb az adott távolságra lévő pontok halmazát értjük rajta.
A gömböt tekinthetjük a kör általánosításának is.

## Definíció

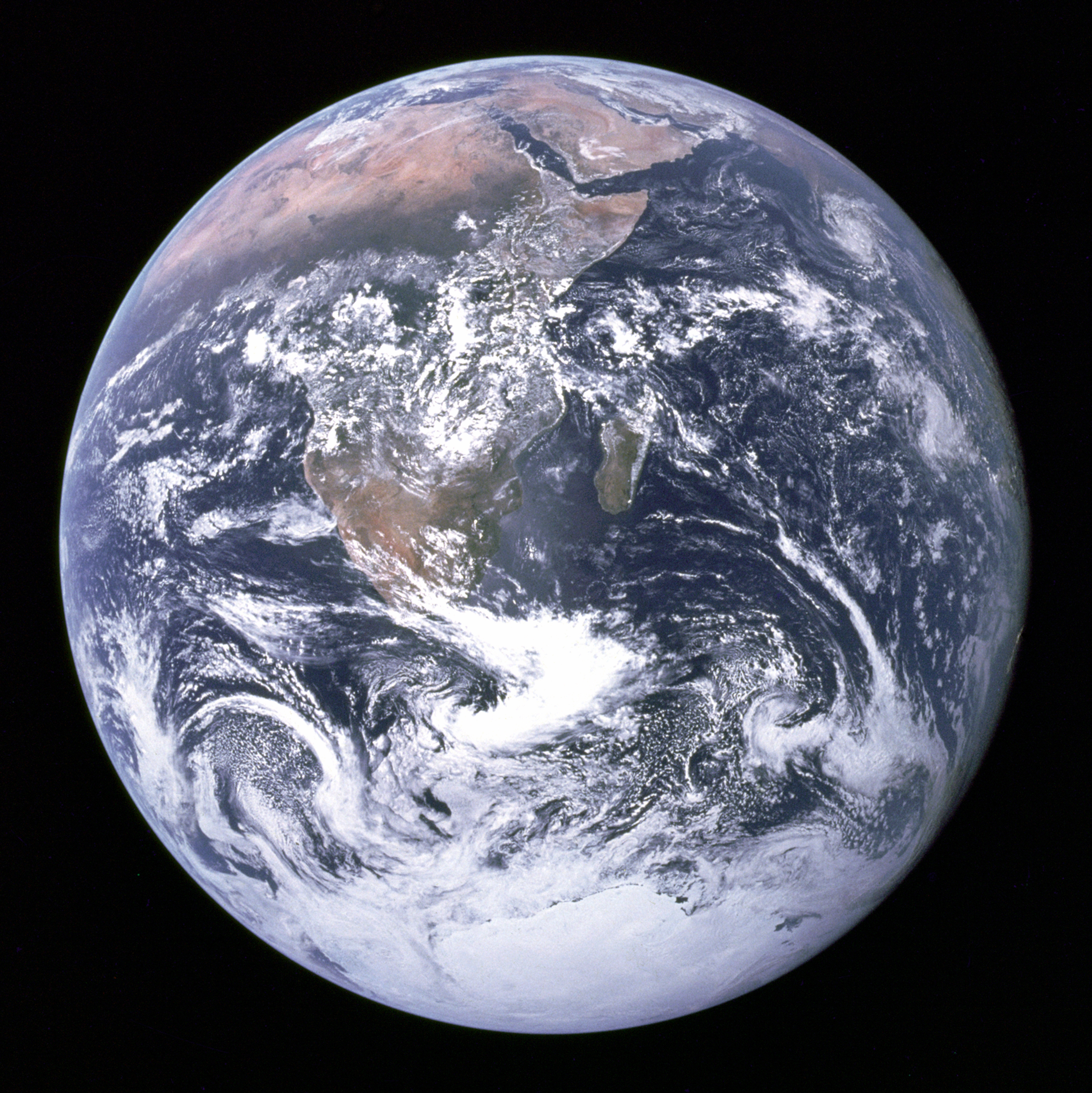
A Föld közel gömb alakú, egész pontosan geoid

Gömbnek nevezzük a térben azon pontok halmazát, melyek egy adott P ponttól legfeljebb egy rögzített r távolságra vannak. Ekkor P-t a gömb középpontjának, r értékét pedig a gömb sugarának nevezzük. A P ponttól pontosan r távolságra lévő pontokat együttesen a gömb felületének, vagy felszínének nevezzük.
Ha r = 1, akkor egységgömbről beszélünk.

### Egyenletek
Az analitikus geometriában, az (x0, y0, z0) középpontú és r sugarú gömböt azok az (x, y, z) pontok alkotják, melyekre fennáll az alábbi egyenlőtlenség:
{\displaystyle (x-x_{0})^{2}+(y-y_{0})^{2}+(z-z_{0})^{2}\leq r^{2}\,}
Az egyenlőség a felületi pontokban teljesül:
{\displaystyle (x-x_{0})^{2}+(y-y_{0})^{2}+(z-z_{0})^{2}=r^{2}\,}
A belső pontokban szigorú egyenlőtlenség áll fenn:
{\displaystyle (x-x_{0})^{2}+(y-y_{0})^{2}+(z-z_{0})^{2}<r^{2}\,}
Az r sugarú gömb felületi pontjai paraméterezhetőek a gömbi koordináták segítségével is:
{\displaystyle x=x_{0}+r\sin \theta \;\cos \phi }
{\displaystyle y=y_{0}+r\sin \theta \;\sin \phi \qquad (0\leq \theta \leq \pi {\mbox{, }}-\pi <\phi \leq \pi )\,}
{\displaystyle z=z_{0}+r\cos \theta \,}

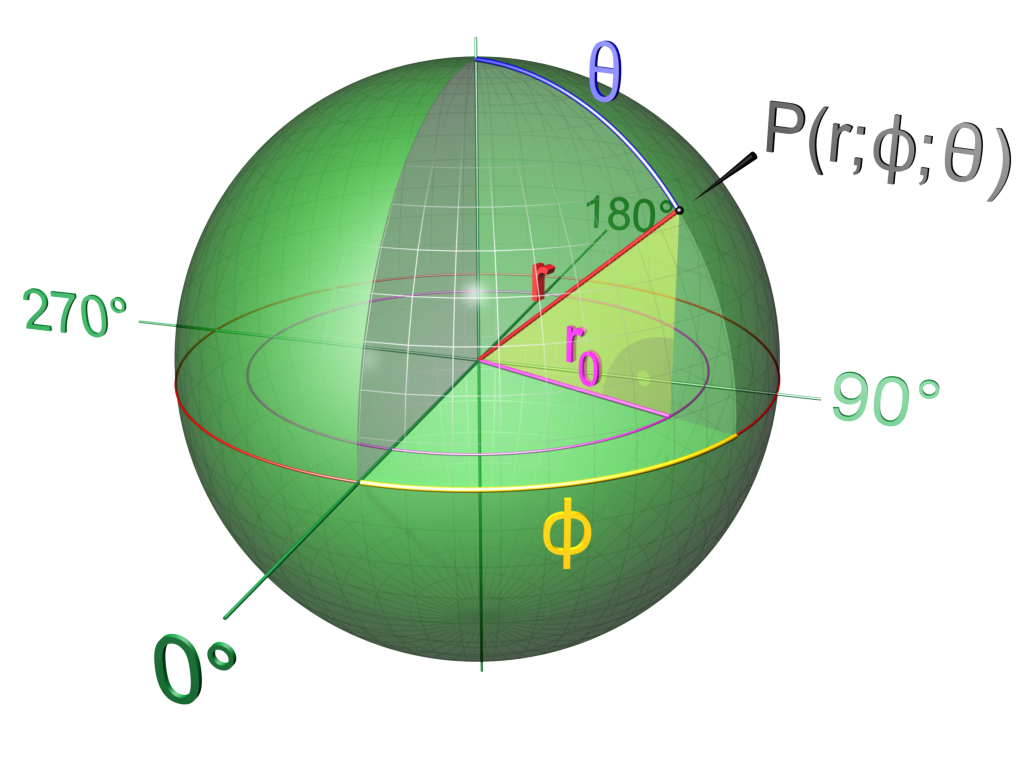
Gömbi koordináták

Az origó középpontú, tetszőleges sugarú gömbfelület a következő differenciálegyenlettel írható le:
{\displaystyle x\,dx+y\,dy+z\,dz=0.}
Az egyenlet jól visszatükrözi a tényt, hogy a gömbfelületen mozgó pont helyvektora és sebességvektora mindig merőleges egymásra.

### Vektortérben
Legyen {\displaystyle V} egy (nem feltétlenül véges dimenziós) vektortér valamely {\displaystyle \|.\|} normával. Ekkor a {\displaystyle v\in V} középpontú {\displaystyle r} sugarú gömbfelület megfogalmazható a következőképpen:
{\displaystyle G:=\{u\in V:\|u-v\|=r\}}
Észrevehető, hogy háromdimenziós esetben a klasszikus gömbfelülethez, kétdimenzióban a körhöz jutunk az euklideszi normával.
A gömb belső pontjainak halmaza, más szóval a {\displaystyle v\in V} pont {\displaystyle r} sugarú környezete, szintén a háromdimenziós eset általánosításaként adható meg.
{\displaystyle K_{r}(v):=\{u\in V:\|u-v\|<r\}}

### Metrikus térben
Legyen {\displaystyle (X,\rho )} metrikus tér. Ekkor a {\displaystyle x\in X} középpontú {\displaystyle r} sugarú gömbfelület megfogalmazható a következőképpen:
{\displaystyle G_{r}(x):=\{y\in X:\rho (x,y)=r\}}
A gömb belső pontjai pedig egyenlőtlenség segítségével:
{\displaystyle K_{r}(x):=\{y\in X:\rho (x,y)<r\}}
Utóbbit nevezik nyílt gömbnek is, a {\displaystyle G_{r}(x)\cap K_{r}(x)} halmazt pedig zárt gömbnek. Ezeknek  lényeges analízisbeli alkalmazásaik vannak.

### Forgástestként
A gömb úgy is definiálható, hogy az a test, ami egy kört átmérője körül megforgatva keletkezik. Ha a kört ellipszissel helyettesítjük, akkor az eredmény forgásellipszoid lesz.

## Terminológia
Egy egyenes, ami metszi a gömböt, legfeljebb két pontban metszi. Ha a gömb egy pontpárján átmenő egyenes tartalmazza a gömb középpontját, akkor a pontpár egyik eleme a másik átellenes vagy antipodális pontja. Egy kör a gömb főköre, ha teljes egészében rajta van a gömbön, és középpontja megegyezik a gömb középpontjával.
Bár a Föld nem pontosan gömb, vagy forgásellipszoid alakú, gömbök esetén gyakran alkalmazzuk a Földre és más csillagászati testekre megszokott terminológiát.
Ha egy gömbi pontot Északi-sarknak nevezünk, akkor átellenes pontja a Déli-sark, az egyenlítő pedig a pontpár két tagjától egyenlő távolságra húzódó főkör. A két sarkot összekötő körök a hosszúsági körök, vagy meridiánok. Az egyenlítővel párhuzamos körök a szélességi körök.

## Felszín és térfogat
A gömb felszíne:
{\displaystyle A=4\pi r^{2}\,},
a térfogata pedig:
{\displaystyle V={\frac {4\pi r^{3}}{3}}}.

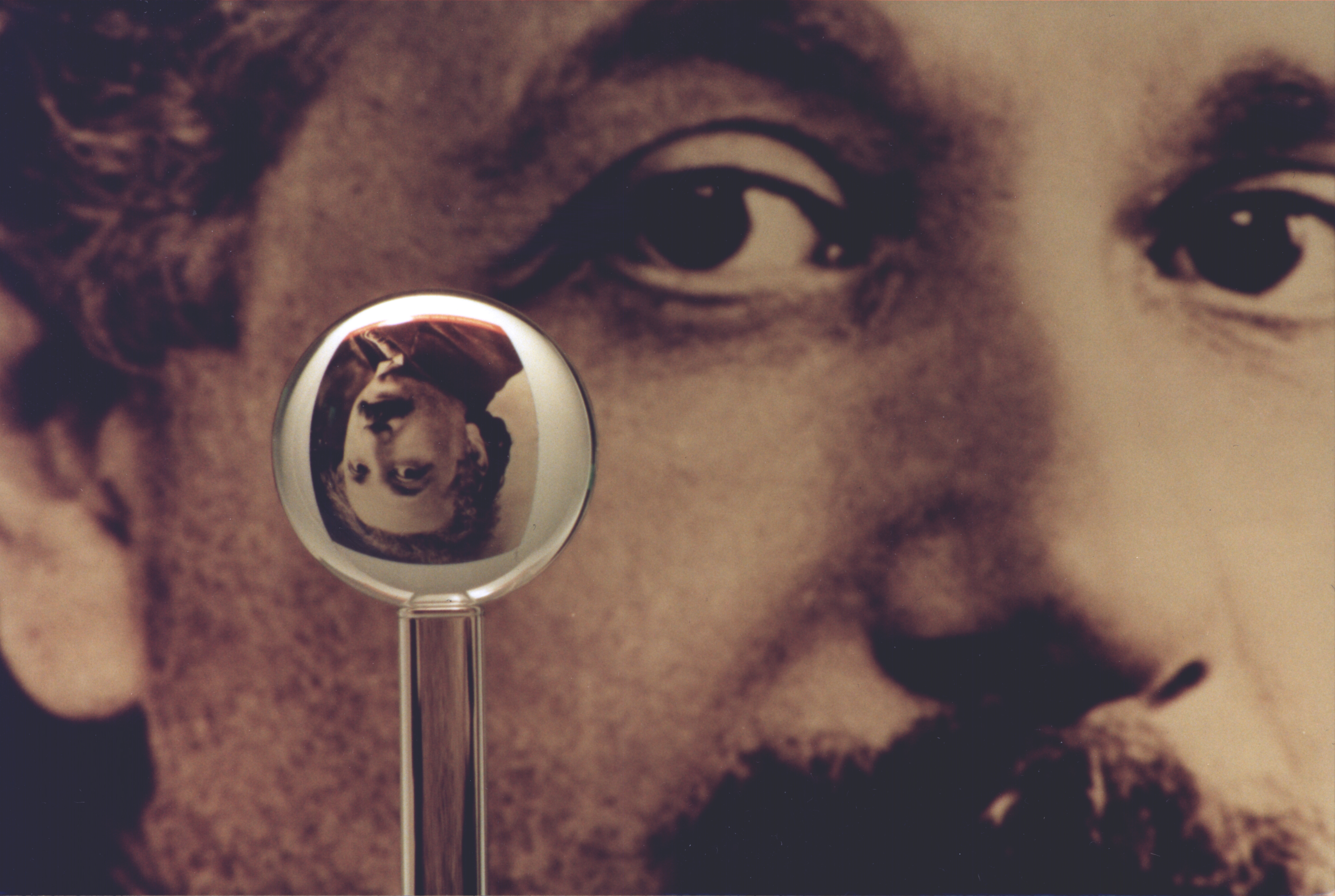
Az ember által alkotott legtökéletesebb gömb, amint visszatükrözi Einstein képét. A gömb nem több mint 40 atommal tér el a szabályostól. Úgy gondolják, hogy csak a neutroncsillagok simábbak

Ezeket többféleképpen, integrálszámítással, közelítő poliéderekkel vagy a Cavalieri-elv segítségével lehet belátni.
A gömbnek van a legkisebb felülete az adott térfogatú testek közül. Másként fogalmazva, rögzített felület esetén a gömb rendelkezik a testek közül a legnagyobb térfogattal (izoperimetrikus egyenlőtlenség). Ennek folyománya, hogy a szabad folyadékfelszínek a gömbhöz minél inkább közeli alakzatokat igyekszenek felvenni.
Egy adott gömb körülírt hengerének térfogata éppen másfélszerese a gömb térfogatának, és a felszíne is másfélszerese a gömb felszínének. Ezt már Arkhimédész is tudta. Ennek belátásához írjuk fel a henger térfogatát és felszínét is:
{\displaystyle {\begin{aligned}A&=2\pi r^{2}+2\pi r\cdot 2r=6\pi r^{2}\\V&=\pi r^{2}\cdot 2r=2\pi r^{3}\end{aligned}}}.
Elvégezve az osztásokat kapjuk az eredményt.

## Gömbi geometria
A gömb felületének pontjai is alkalmasak geometria bevezetésére, ezt gömbi geometriának nevezzük. Ennek a geometriának főleg a távolsági közlekedésben van szerepe, de sok elméleti alkalmazása is van. Ugyanakkor jó néhány meglepő vagy váratlan tulajdonsággal is rendelkezik, ez pedig a szemlélet fejlesztésére is alkalmassá teszi. Az egyik legismertebb ilyen a navigációs paradoxon, ami szerint a "legrövidebb" és "legegyenesebb" útvonalak különböznek.
Például a Földön, mivel jó közelítéssel gömbnek tekinthető, egy objektum helyzetét megadhatjuk a Föld középpontjától való R távolsággal, a λ hosszúsági fokkal, és a φ szélességi fokkal. Sokszor a távolságot nem adják meg, mivel a felszínen közel állandó, legfeljebb amikor lényeges, a felszíntől mért távolság formájában. Ezen paramétereket földrajzi koordináta-rendszernek is nevezik. Ennek a leképezésnek egyik folyománya, hogy a gömb ekvivalens egy {\displaystyle [0;R]\times [0;2\pi ]\times [0;\pi ]} kockával.

## Topológia
Az  n-gömb olyan topologikus tér, ami homeomorf az n+1 dimenziós golyó határával. Magyarul, homeomorf az euklideszi n-gömbbel.
- A 0-gömb pontpár a diszkrét topológiával
- Az 1-gömb homeomorf a körrel; tehát minden csomó 1-gömb
- A 2-gömb homeomorf a (közönséges) gömbbel. Így minden ellipszoid 2-gömb.

Az n-gömböt Sn-nel jelölik. Ez kompakt topologikus sokaság, aminek nincs határa. Nem feltétlenül differenciálható; ha mégis, akkor lehet, hogy nem diffeomorf az euklideszi gömbbel.
Az euklideszi n-gömb kompaktsága könnyen bizonyítható a Borel–Lebesgue-tétellel:
A gömb egy egypontú halmaz ősképe az ||x|| folytonos függvényre nézve, ezért a gömb zárt. Sn nyilván korlátos is. Tehát korlátos és zárt, így kompakt. Az n-dimenziós gömb térfogata {\displaystyle r=1}-re {\displaystyle n=5}-ig növekszik, majd a nullához konvergál.